# Hermann Granier
Pour les articles homonymes, voir Granier.
Hermann Granier (né le 8 décembre 1857 à Breslau et mort le 14 janvier 1941 à Berlin) est un historien et archiviste allemand.

## Biographie
Fils d'un libraire de Breslau, il décide dans un premier temps de devenir officier, mais quitte le service militaire après huit ans pour des raisons de santé. Il étudie ensuite l'histoire à l'Université de Berlin et y obtient son doctorat en 1889. En 1893, il commence à travailler comme archiviste bénévole aux Archives secrètes d'État (GStA) (de) à Berlin, devient assistant aux archives en 1895 et est embauché comme archiviste royal en 1898. En 1900, il rejoint les Archives d'État de Breslau, mais revient aux Archives secrètes d'État de Berlin en 1903. De 1906 jusqu'à sa retraite en 1923, il travaille comme archiviste de maison et conseiller des archives privées aux Archives de la Maison Royale à Charlottenbourg. Il publie principalement et édite des documents de l'époque des guerres napoléoniennes et rédige également plusieurs biographies pour l'Allgemeine Deutsche Biographie.
Il est marié avec Charlotte Parthey. Le mariage donne naissance à quatre enfants, dont Friedrich Granier (1893-1946), qui travaille également comme archiviste d'État prussien.
Le dernier lieu de repos d'Hermann Granier se trouve dans le cimetière sud-ouest de Stahnsdorf.

## Publications
- Die Schlacht bei Lobositz am 1. Oktober 1756. Breslau, 1890.
- Ernst Friedländer: Ältere Matrikeln der Universität Greifswald. Volume 2, Leipzig, 1893; ND Osnabrück, 1965 (= Publikationen aus den preußischen Staatsarchiven 57). Mitwirkung.
- Die Einmarschkämpfe der deutschen Armeen im August 1870. Berlin, 1896.
- Der Feldzug von 1864, Berlin, 1897.
- Preußen und die katholische Kirche seit 1640. Teile 8–9 (1797–1807). Leipzig, 1902; ND Osnabrück, 1965 (= Publikationen aus den preußischen Staatsarchiven 76/77).
- Schlesische Kriegstagebücher aus der Franzosenzeit 1806–1815. Breslau, 1904.
- Berichte aus der Berliner Franzosenzeit 1807–1809. Leipzig, 1913. (= Publikationen aus den preußischen Staatsarchiven 88).
- Hohenzollernbriefe aus den Freiheitskriegen 1813–1815. Leipzig, 1913
- Aus dem Briefwechsel des Kronprinzen Friedrich Wilhelm und des Prinzen Wilhelm an ihre Cousine Pzn. Friederike von Preußen während der Befreiungskriege 1813–1815. Dans: Paul Seidel (dir.): Hohenzollern-Jahrbuch. 1913, p. 171–209 (zlb.de).   (Fortsetzung). Dans: Paul Seidel (dir.): Hohenzollern-Jahrbuch. 1914, p. 28–37 (zlb.de).
- Das Feldzugstagebuch des Kronprinzen Friedrich Wilhelm von Preußen aus dem Jahre 1813. Dans: Paul Seidel (dir.): Hohenzollern-Jahrbuch. 1913, p. 96–104 (zlb.de).
- Kriegstagebuch des schlesischen Husaren Julius Berent: In: Zeitschrift des Vereins für Geschichte Schlesiens (de), 1913, Jg. 47, p. 49–110.
- Zur Geschichte Kaiser Wilhelms I. Berlin 1921 (avec Paul Bailleu).
- Prinzenbriefe aus den Befreiungskriegen 1813–1815. Stuttgart / Berlin, 1922.
- Otto von Bismarck: Gedanken und Erinnerungen. Stuttgart, 1927.
- Otto von Bismarck: Ausgewählte Werke – Politische Reden. 2 Volumes, Stuttgart, 1928
- Briefe des Fürsten Bismarck. 2 Volumes, Stuttgart, 1929